# Pièce commémorative de 1 dollar américain pour le bicentenaire de Louis Braille
La pièce commémorative de 1 dollar américain pour le bicentenaire de Louis Braille est une pièce commémorative, non circulante, émise par la Monnaie des États-Unis en 2009 et frappée à la Monnaie de Philadelphie.
Elle est autorisée par la loi publique 109-247 du 27 juillet 2006 qui enjoint au Secrétaire au Trésor, Henry Paulson, la frappe d'une pièce de 1 dollar afin de célébrer le bicentenaire de la naissance de Louis Braille.
Les bénéfices de la vente sont versés à la fédération nationale des non-voyants (en).

## Contexte
Louis Braille est un éducateur français et l'inventeur d'un système de lecture et d'écriture portant son nom, le braille, destiné aux personnes malvoyantes. Son système est utilisé dans le monde entier et reste pratiquement inchangé à ce jour.
Braille est aveuglé à l'âge de trois ans à un œil à la suite d'un accident avec une alêne dans l'atelier de harnachement de son père. Une infection se déclare et se propage aux deux yeux, entraînant une cécité totale. À cette époque, il n'y a pas beaucoup de ressources disponibles pour les aveugles, mais il excelle néanmoins dans ses études et reçoit une bourse pour l'institut national des jeunes aveugles en France. Alors qu'il est encore étudiant, il commence à développer un système de code tactile qui pourrait permettre aux aveugles de lire et d'écrire rapidement et efficacement. Inspiré par un système inventé par Charles Barbier de La Serre, la nouvelle méthode de Braille est plus compacte et se prête à une gamme d'utilisations, y compris la musique. Il présente son travail à ses pairs pour la première fois en 1824, à l'âge de quinze ans.
À l'âge adulte, Braille est professeur à l'Institut et a une vocation de musicien, mais il passe la majeure partie du reste de sa vie à peaufiner et étendre son système. Il reste inutilisé par la plupart des éducateurs pendant de nombreuses années après sa mort, mais la postérité reconnaît le braille comme une invention révolutionnaire, et il est adapté à des langues du monde entier.

## Législation
Le projet de loi H.R.2872 est introduit à la Chambre le 13 juin 2005 par le représentant républicain de l'Ohio, Robert W. Ney (en). Il demande l'émission d'une pièce commémorative afin de célébrer le 200e anniversaire de la naissance de Louis Braille. La Chambre approuve le projet de loi le 28 février 2006 et l'envoie au Sénat le lendemain. Ce dernier l'approuve également, le 12 juillet, et le présente au président George W. Bush le 19 juillet. Celui-ci signe le projet de loi le 27 juillet pour en faire la loi publique 109-247.

## Dessin
Les dessins de la pièce de 1 dollar sont dévoilés le 2 juillet 2008 par le directeur de la Monnaie, Edmund C. Moy, lors d'une cérémonie à l'American Airlines Center à Dallas, au Texas, pour l'ouverture de la convention nationale 2008 de la fédération nationale des non-voyants.
L'avers de la pièce présente un portrait de Louis Braille dessiné par Joel Iskowitz et gravé par Phebe Hemphill. Les inscriptions sont LIBERTY, IN GOD WE TRUST, LOUIS BRAILLE, et les dates du bicentenaire 1809 et 2009,,.
Le revers, conçu par Susan Gamble et sculpté par Joseph Menna, présente l'image d'un enfant lisant un livre en braille, avec en arrière-plan une bibliothèque portant le mot INDEPENDENCE. Les inscriptions sont le pays émetteur, UNITED STATES OF AMERICA, la devise latine E PLURIBUS UNUM et la valeur faciale ONE DOLLAR. Le champ au-dessus de l'image comprend le mot « braille » (abrégé BRL) en caractères braille. Bien que des caractères braille aient déjà figuré sur des pièces américaines antérieures, c'est la première fois qu'ils sont suffisamment grands pour être lisibles au toucher,,.

## Production et vente
La loi qui permet la frappe de la pièce commémorative autorise une émission maximale de 400 000 exemplaires en finition brillant universel ou belle épreuve. Les deux versions de la pièce sont émises par la Monnaie de Philadelphie. Elle est disponible à la vente le 26 mars 2009. Elle est vendue au prix de 33,95 dollars en version brillant universel et 41,95 dollars en finition belle épreuve.
À peu près la moitié de la frappe maximale est écoulée, 221 709 pièces, dont 136 048 en qualité belle épreuve et 85 661 en brillant universel.
Les bénéfices tirés de la vente sont versés à la fédération nationale des non-voyants (en),.